# UDP/NABR Alliance
Alleanza elettorale tra United Democratic Party (Partito Democratico Unito, conservatore) e National Alliance for Belizean Rights (Alleanza Nazionale per i Diritti dei Belizeani, conservatore) alle elezioni legislative del 27 agosto 1998 in Belize.